# Erste Dringlichkeitssitzung der Generalversammlung der Vereinten Nationen
Die erste Dringlichkeitssitzung der Generalversammlung der Vereinten Nationen war eine außerordentliche Versammlung der Mitglieder, die vom 1. bis 10. November 1956 dauerte und deren Gegenstand die Lösung der Sueskrise war. Die Versammlung beschloss die Bildung der United Nations Emergency Force zur Stellung einer internationalen Präsenz in der Kanalzone. Die Dringlichkeitssitzung war einberufen worden, nachdem der Sicherheitsrat hinsichtlich der instabilen Lage am Kanal zu keiner Entscheidung gekommen ist. Mit der Einberufung wurde die Resolution 377 der UN-Generalversammlung angewendet, mit der die Kompetenz zur Konfliktlösung in diesem Fall vom Sicherheitsrat an die Generalversammlung übertragen wurde. Am vierten Sitzungstag stellte der kanadische Vertreter Lester B. Pearson das Konzept einer Polizeitruppe der Vereinten Nationen vor. Die Bildung der United Nations Emergency Force (der ersten friedenserhaltenden Truppe der Vereinten Nationen) wurde in der Generalversammlung mit 57 Zustimmungen einstimmig angenommen; 19 Staaten hatten sich der Abstimmung enthalten.

## Hintergrund
Die Krise entwickelte sich aus den jahrelangen gegenseitigen Angriffen zwischen Israel und Ägypten. Ägypten verstieß mit der Behinderung des israelischen Schiffsverkehrs durch den Sueskanal gegen den Britisch-ägyptischer Vertrag von 1936 und wandte sich 1955 an die Tschechoslowakei, um Waffen zu kaufen. Im Juli 1956 hatten die Vereinigten Staaten die Finanzhilfen für den Bau des Assuan-Staudammes eingestellt, woraufhin Ägypten die Eigentümergesellschaft Compagnie universelle du canal maritime de Suez verstaatlichte. Im September kam der Sicherheitsrat überein, „die Situation, die durch die einseitigen Maßnahmen der ägyptischen Regierung [entstand], um ein Ende des internationalen Betriebes des Sueskanals herbeizuführen“ und die „Maßnahmen gegen Ägypten durch einige Kräfte, insbesondere Frankreich und das Vereinigte Königreich, die eine Gefahr für den internationalen Frieden und die Sicherheit darstellen und ernste Verstöße gegen die Charta der Vereinten Nationen sind“ zu beratschlagen.
Im Oktober hatte der Sicherheitsrat die Resolution 118 (1956) verabschiedet, mit der die Respektierung der Souveränität Ägyptens gefordert und das Verlangen nach dem Betrieb des Sueskanals losgelöst von der Politik eines einzelnen Landes festgestellt wurde. Israel marschierte jedoch kurz darauf in Ägypten ein. Ein von den Vereinigten Staaten eingebrachter Resolutionsentwurf rief Israel auf, sich aus Ägypten hinter die Waffenstillstandslinie von 1949 zurückzuziehen; dieser Entwurf wurde jedoch durch die Vetomächte Frankreich und das Vereinigte Königreich abgelehnt, deren Truppen die Streitkräfte Israels bei der Invasion begleiteten. Mit der Resolution 119 (1956) bekannte sich der Sicherheitsrat am 31. Oktober zu seinem Versagen bei der Erhaltung des Friedens und der Sicherheit und wandte die 1950 verabschiedete Resolution 377 an, womit eine Dringlichkeitssitzung der Generalversammlung einberufen wurde.

## Dringlichkeitssitzung
Am ersten Tag der Dringlichkeitssitzung nahm die Generalversammlung einen US-amerikanischen Resolutionsentwurf an, der Israel zum sofortigen Rückzug aus Ägypten hinter die Waffenstillstandslinie von 1949 aufforderte. Der Entschluss wurde mit 64 Zustimmungen, fünf Gegenstimmen durch das Vereinigte Königreich, Frankreich, Israel, Australien und Neuseeland sowie sechs Enthaltungen angenommen. Kanada, das sich enthalten hatte, begründete seinen Standpunkt mit dem Fehlen einer Rolle für die Vereinten Nationen, was den Waffenstillstand nur einen temporären Charakter gegeben hätte.
Zu dem Zeitpunkt diskutierte der kanadische Außenminister Lester B. Pearson mit dem Generalsekretär der Vereinten Nationen seine Idee hinsichtlich einer Polizeitruppe der Vereinten Nationen. Am 4. November brachte Kanada den Entwurf in die Generalversammlung ein und die Resolution wurde mit 57 Zustimmungen einstimmig angenommen; unter den 19 Staaten, die sich der Stimme enthielten, waren unter anderen Ägypten, Frankreich, das Vereinigte Königreich, verschiedene osteuropäische Staaten und die Sowjetunion. Am selben Tag wurde der Stabschef der United Nations Truce Supervision Organization, E. L. M. Burns, dazu bestimmt, die neue Truppe als Kommandeur zu leiten. Er wurde autorisiert, Teilnehmer aus den Nationen, die Beobachter zur UNTSO entsendeten, auszuwählen und aus weiteren Mitgliedsstaaten der Vereinten Nationen zu rekrutieren, mit Ausnahme der ständigen Mitglieder des Sicherheitsrates.
Am 6. November stellte der Generalsekretär der Generalversammlung einen vorläufigen Bericht vor, in dem Konzeption und Mandat der Friedenstruppe und die Richtlinien zur Aufstellung dargestellt wurden. Dieser Bericht wurde ohne weitere Ergänzungen am nächsten Tag mit 64 Stimmen einstimmig angenommen, wobei sich 12 Staaten enthielten, darunter Ägypten, Israel, Südafrika, die Sowjetunion und mehrere osteuropäische Staaten. Sowohl Frankreich als auch das Vereinigte Königreich unterstützten die Resolution, da diese internationale Streitkräfte am Sueskanal vorsah – beide Staaten hatten diese Absicht die ganze Zeit bekräftigt. Die Sowjetunion enthielt sich der Abstimmung, weil sie der Meinung war, dass der Plan gegen die Charta der Vereinten Nationen verstieß, wollte die Vereinten Nationen aber nicht daran hindern, weiteren Aggressionen gegen Ägypten zu verhüten. Es wurde zur Umsetzung der Maßnahme ein Komitee aufgestellt, das aus Abgesandten Brasiliens, Kanadas, Sri Lankas, Kolumbiens, Indiens, Norwegens und Pakistans bestand und dem der Generalsekretär vorstand.
Die Dringlichkeitssitzung der Generalversammlung endete am 10. November 1956 mit dem Beschluss zur Aufstellung der Friedenstruppe, deren Ziel es war, beide Seiten voneinander fernzuhalten.